# Neobisium ventalloi
Espèce
Neobisium ventalloi est une espèce de pseudoscorpions de la famille des Neobisiidae.

## Distribution
Cette espèce est endémique de Catalogne en Espagne.

## Publication originale
- Beier, 1939 : Die Pseudoscorpioniden-Fauna der iberischen Halbinsel. Zoologische Jahrbücher, Abteilung für Systematik Ökologie und Geographie der Tiere, vol. 72, p. 157–202.